# Johan Edman
Johan Viktor Edman (Långserud, Säffle, 29 de març de 1875 – Norra Ny, Torsby, 19 d'agost de 1927) va ser un esportista suec que va competir a començaments del segle xx. Especialista en el joc d'estirar la corda, guanyà una medalla d'or en aquesta competició als Jocs Olímpics d'Estocolm de 1912, formant part de l'equip de la Policia d'Estocolm.